# Selliguea albidoglauca
Selliguea albidoglauca är en stensöteväxtart som först beskrevs av Carl Frederik Albert Christensen, och fick sitt nu gällande namn av S.G.Lu, Hovenkamp och M.G.Gilbert. Selliguea albidoglauca ingår i släktet Selliguea och familjen Polypodiaceae. Inga underarter finns listade.